# Brandenburger Straße
La Brandenburger Straße ou rue de Brandebourg est la rue commerçante la plus animée et fréquentée de Potsdam en journée et le week-end. Elle mesure 750 m de longueur entre deux édifices historiques servant de points de repère : à l’est, l’église Saint-Pierre-et-Paul et le Bassinplatz ; à l’ouest la porte de Brandebourg et le Luisenplatz.
Elle est piétonnière et principalement destinée au shopping et à la flânerie. Elle n’appartient pas directement à la vieille ville nommée « Vieux Marché », mais aux quartiers issus des deux extensions dites baroques de Potsdam au XVIIIe siècle. L’arrangement en damier du quartier baroque de Potsdam engendre un maillage de rues perpendiculaires et parallèles à la Brandenburger Straße qui renforce l’ambiance générale de zone commerciale dans un centre-ville historique. Cette rue est associée à l’histoire architecturale, militaire et politique de Potsdam. Les architectes de renom dans la région, Carl von Gontard et Johann R.H. Richter, y ont construit des maisons.
Entre 1955 et 1990, la rue s'appelait Klement-Gottwald-Straße, du nom du dirigeant de la Tchécoslovaquie communiste Klement Gottwald.

## Un nom d'origine rebaptisé sous le régime communiste
Les ouvrages anciens décrivant la création de la Potsdam baroque du XVIIIe siècle témoignent de la stabilité du nom donné à cette rue. Sont attestées dès les débuts les formes « brandenburgische » (1749) ou « Brandenburger » (1750) Straße,.
Du XVIIIe siècle à 1955, la rue ne changera jamais de nom. À l’occasion d’une visite d’état du président de la Tchécoslovaquie, Klement Gottwald, pour inaugurer la « Semaine de l’amitié germano-tchécoslovaque » en 1955, elle fut rebaptisée en Klement-Gottwald-Straße. Comme Gottwald n’avait aucun lien particulier avec la ville de Potsdam, et encore moins la rue de Brandebourg, les habitants ont pris acte de la décision venant d’en haut sans réellement adhérer à cette initiative. Néanmoins, ce n’est que le 5 janvier 1990 que la rue redevint la Brandenburger Straße.
On doit ce retour au nom d’origine à une initiative personnelle de la correspondante locale du journal régional Potsdamer Neueste Nachrichten, Karin Markert, laquelle lança l’idée dans une chronique de rechanger le nom de la Klement-Gottwald-Straße. Les résultats publiés dans un article du 5 janvier 1990, donc dans l’Allemagne réunifiée, montrent que, sur les quelque 300 courriers de lecteurs, une écrasante majorité réclamait le retour à l’ancien nom de la rue. Après un temps de réflexion, le conseil municipal décida d’aller dans le sens des citoyens qui se sont exprimés et fit modifier les plaques de la rue commerçante.
Les 35 années de Klement-Gottwald-Straße opposées aux 206 années pendant lesquelles la rue s’appela Brandenburger Straße (146 ans si l'on prend la date de l'inscription officielle, le 20 février 1809) n’ont pas assez marqué la population locale pour s’imposer réellement, d’autant plus que le premier nom est associé à un régime politique qu’une partie des habitants souhaitaient probablement oublier puisque le staliniste Gottwald représentait l'ère soviétique avec une politique dictatoriale dans son pays. La publication administrative publiée le 20 février 1809 décrivait le découpage de Potsdam, centre et banlieues, en douze circonscriptions et confirmaient officiellement les noms de rue pratiquées jusqu’à cette date. L’attribution d’un nom pour une rue devenait obligatoire dans le cadre des réformes dites de Stein-Hardenberg.
Le changement était d’autant plus facile que, même pendant la période de la RDA, les anciens continuaient de dire par réflexe qu’ils allaient à la Brandenburger pour faire leur course. Les plus jeunes attribuèrent à la rue le surnom humoristique de « Broadway ». Une rue dédiée aux commerces dans le régime communiste, même modeste, pouvait en effet impressionner des habitants habitués à la pénurie endémique des régimes aux plans quinquennaux. Le 9 février 1990, à l’invitation du journal local, de nombreuses personnes viennent assister au changement officiel des plaques ; la fanfare de la police populaire accompagne l'événement en jouant l’hymne du Brandebourg, la « Märkische Heide ». La ville coupe avec le passé des fraternités entre pays du bloc Est.

## Seconde extension baroque de Potsdam

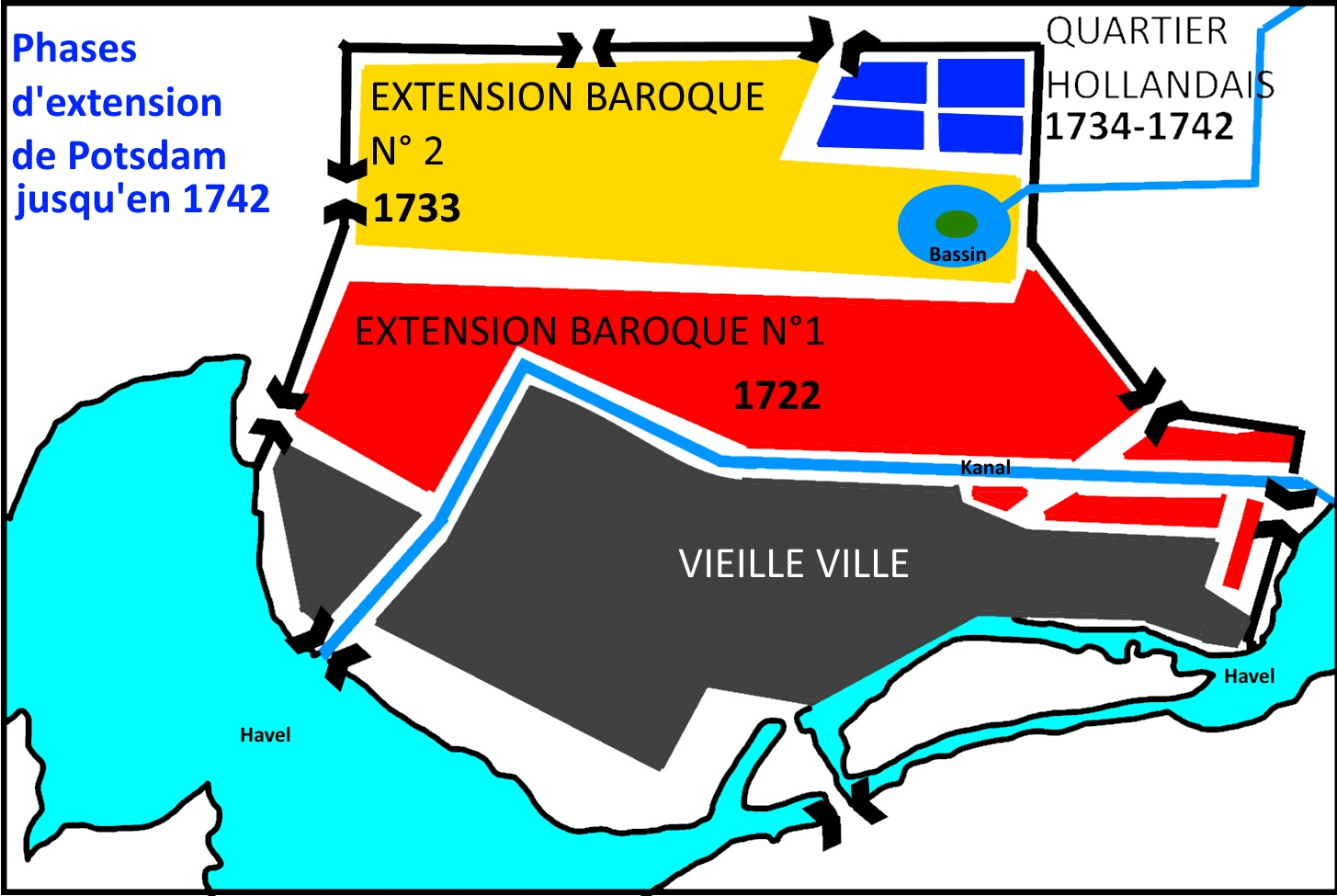
Extensions de Potsdam au XVIIIe siècle.

La Brandenburger Straße, tout comme les rues attenantes Charlottenstraße et la Gutenbergstraße, font partie du projet d’agrandissement de la ville lancé par le Roi-Soldat, Frédéric-Guillaume Ier pour répondre aux besoins gigantesques de logements pour ses soldats. Potsdam devient une ville-garnison en plus d’être résidence royale. Les casernements n’étaient pas encore dans les mœurs au XVIIIe siècle, les soldats logeaient chez l’habitant.
En 1713, le roi décidait de faire de Potsdam la résidence permanente de sa garde. Il fallait donc agrandir la ville et repousser les murailles car il faut également penser à loger tous les corps de métier qui gravitent nécessairement autour des troupes militaires sur le plan pratique et technique. La première extension de la ville se fait au nord de la vieille ville en 1722. L’actuel site de la Brandenburger Straße reste toujours un terrain marécageux. Le roi de Prusse appréciait surtout la mode néerlandaise, mais aussi les tendances architecturales baroques. La première phase est de ce fait appelée « première extension baroque ».
Le centre-ville s’étendit de l’autre du canal et le mur d’enceinte longeait l’actuelle Charlottenstraße. Les nouvelles maisons résidentielles bâties dans ce secteur disposaient d’une pièce de 25 m2 pour les quartiers des soldats.
La première extension ne suffit plus au bout de 11 ans ; c'est pourquoi en 1733, le roi de Prusse décrète une deuxième extension baroque qui va de la Charlottenstraße jusqu'à la Hegelallee actuelle. C'est pendant cette deuxième phase d'agrandissement de la ville-garnison que la rue de Brandebourg se retrouve au centre du secteur. Conformément aux pratiques toponymiques des villes fortifiées, l'une des portes qui jalonnent la nouvelle enceinte de Potsdam est celle qui mène vers la ville de Brandebourg vers l'ouest et la rue qui y conduit prend également le nom de la direction qu'elle indique. La rue de Brandebourg mène à la porte de Brandebourg qui mène à Brandebourg. Le principe est comparable à la porte de Brandebourg ou la porte de Potsdam (Située à l'actuelle Potsdamer Platz) dans les murailles de l'octroi de Berlin qui indiquaient le chemin depuis la capitale vers les deux villes brandebourgeoises.
Le projet urbanistique du Roi-Soldat, puis de son fils Frédéric le Grand, est baroque pour trois raisons :
- la première est la forme linéaire de la rue jouant sur l'effet de perspective comme la célèbre perspective Nevski à Saint-Petersbourg où un bâtiment proéminent qu'on voit quasiment depuis l'autre côté, forme le pont de départ ou d'arrivée selon le regard qu'on porte. C'est particulièrement flagrant à Potsdam puisque la longueur de la rue est modeste : on voit facilement l'église catholique ou la porte de Brandebourg. Les souverains conçoivent l'architecture baroque comme un outil au service du pouvoir. Elle met en scène l'autorité et choisissent des édifices-repères qui reflètent leur conception du pouvoir. Il faut impressionner ;
- la deuxième renforce la première car l'effet visuel engendré par un bâti continu et homogène ne laisse pas voir facilement les entailles causées par les rues perpendiculaires. Les rues en damier parfait servent à distribuer les espaces tout en leur conférant une interconnexion. Les couleurs des murs et façades de la rue contribuent également à une grande cohérence du bâti. Les coloris paraissent plutôt en pastel, pas très criardes. Les couleurs sont majoritairement chaudes ;
- Les maisons construites correspondent à un schéma typé de l'époque baroque allemande en milieu urbain : rarement plus hautes que deux étages, elles comportent un logis sur socle dont le rez-de-chaussée sert souvent aux services et commerces. Parfois, la maison- type d'un seul étage a été rehaussé d'un niveau sans compter la partie sous les combles. Le chien-assis est récurrent, souvent complété par un fronton ou gâble simple sur le mur gouttereau qui fait face à la rue. La décoration semble s'émanciper de toutes fioritures. Les lésènes forment l'élément décoratif majeur des façades, par contraste des couleurs ou par l'effet de relief caractéristique de la lésène.

Même si le nombre de maisons-types baroques est élevé dans la rue de Brandebourg (53 sur 72 maisons), les siècles suivants ont agrémenté la rue de maisons Gründerzeit, branche austro-allemande de l'historicisme ou de maisons de maître également inspirées du baroque, du néo-baroque ou du néo-classique. Le rococo frédéricien rendu célèbre par le château de Sanssouci se cantonne davantage dans les palais, les manoirs et autres édifices de représentation. Néanmoins, les quatre maisons bourgeoises de l'architecte Richter dans la rue de Brandebourg s'inscrivent dans le rococo frédéricien tardif, nommé « Zopfstil », dont le rôle de représentation à la manière du classicisme français est fondamental. Une maison de maître a été réalisée par Carl von Gontard où son goût pour le classicisme-palladianisme y apparaît de manière atténuée en l'occurrence. Une exception notoire dans ce profil général baroque teinté d'historicisme ou de classicisme demeure la façade classée du Stadtpalais décrite plus bas.
L'état actuel des maisons à la suite du projet de réhabilitation et d'assainissement de la ville depuis la réunification donne un charme incontestable à la rue de par son aspect rénové, propre et clair auquel s'ajoute la détente engendrée par son statut de zone piétonnière. On peut éventuellement lui reprocher le manque de verdure, la pierre domine, notamment parce que la chaussée est pavée. Le caractère résidentiel y est prononcé.

## Numérotation en fer à cheval
La numérotation des maisons de la Brandenburger Straße correspond au système en fer à cheval (Hufeisennummerierung). Il fut en usage dans l'ancien royaume de Prusse, c'est pourquoi on le retrouve dans les rues historiques des villes comme Berlin, Potsdam, Brandebourg, mais aussi hors de Prusse à Hambourg, Brunswick et les autres régions de l'ancienne RDA.
Le principe est simple. Le point de repère est un bâtiment représentatif des pouvoirs publics ou royaux. Il porte jadis par esprit de protocole hiérarchisé le no 1. La différence pair-impair ne joue pas ; les numéros augmentent avec une incrémentation d'un point à chaque maison. Le no 34 est, de ce fait, entre le 33 et le 35 du même côté.
Le no 1 de la Brandenburger Straße est occupé par une maison bourgeoise avec un léger décrochage sur la placette devant la porte de Brandebourg. Aujourd'hui, on y trouve l'hôtel Porte de Brandebourg. En face du no 1, on a une autre maison de maître qui porte le no 72. Quand une entrée de maison est ajoutée pour une quelconque raison, il faut recourir aux lettres complémentaires : 46a, 46b ...

## Les fiacres et les omnibus hippomobiles
Le guide du voyageur à Berlin, Potsdam et aux environs de Grieben raconte qu’en 1850 « les droschques se tiennent prêtes à la porte de Brandebourg avec cocher, tarifs affichés ». La rue de Brandebourg s’élargit devant la porte du même nom et forme une petite place où les gens peuvent attendre les moyens de transport en commun. L’introduction des fiacres dans leur version polonaise, la drojki, s’est produite en Allemagne au début du XIXe siècle. En 1815, le marchand de chevaux Alexander Mortier (ou Mortgen) originaire de Dessau crée à Berlin une société de transport par coches avec son associé berlinois Israel Moses Henoch. Les deux associés commencèrent avec 32 drojkis importés de Varsovie. En 1827, le parc de fiacres était passé à 120 voitures où le modèle anglais plus large remplacera progressivement le polonais. En 1814, la Prusse avait accordé le monopole du transport par fiacre au duo Mortier-Henoch. Il y avait une ligne qui reliait Potsdam-Porte de Brandebourg à Berlin avant que la ligne de chemin de fer entre les deux villes ne soient réalisées.
Cette évolution des moyens de transport s'effectue en même temps que l'introduction en 1825 des voitures avec de longs bancs de chaque côté et recouvertes d'une bâche qui permettent de transporter davantage de personnes. Le transporteur Simon Kremser les utilise pour ses omnibus hippomobiles. Sa première ligne sera entre la Porte de Brandebourg à Berlin et Charlottenbourg. C'est pourquoi les Berlinois attribuent à Kremser la création et la paternité des moyens de transport en commun de Berlin.

## Activités économiques et commerciales
La rue de Brandebourg n'est pas dans le centre historique, ni dans le centre-gare de Potsdam. Il faut parcourir quelques rues depuis la gare ou l'hôtel de ville pour arriver au début de la rue depuis l'artère verticale Friedrich-Ebert-Straße où passent le tramway et les bus en direction de la porte de Nauen. Pourtant, c'est elle qui a le plus fort taux de fréquentation, mais aussi d'enseignes commerciales du centre-ville. Elle a un emplacement no 1 à Potsdam car elle est un axe commerce bénéficiant de flux importants. Les rues adjacentes sont des rues no 2 périphériques et complémentaires de la no 1.
La diversité des offres et des commerces n'est pas exceptionnelle, plutôt conventionnelle. Le taux de fréquentation élevé est dû aux touristes réguliers, essentiellement de mars à novembre. Les sites historiques et le patrimoine mondial de l'humanité attirent des touristes qui viennent à la journée car ils viennent d'abord visiter Berlin. Potsdam est le plus souvent inclus dans les programmes de visite de Berlin, comme ville voisine et comme ancienne capitale prussienne au même titre que Berlin. Les touristes représentent environ 800 000 nuitées par an. À ceux-ci, il faut ajouter le tourisme de passage pour visiter les parcs et les châteaux inscrit au patrimoine mondial de l'humanité. La rue de Brandebourg vient en sus et complète la journée essentiellement culturelle par un cadre de détente et de flânerie pour s'arrêter à une terrasse ou faire du shopping. Les enseignants font faire les quartiers libres de leurs groupes d'élèves dans la rue de Brandebourg en raison de son côté pratique et parce qu'il est facile de s'y orienter. Par voie de conséquence, comme pour toutes les rues à fort taux de fréquentation quotidien, les musiciens et les artistes de rue animent la Brandenburger Straße. La forte fréquentation ne dépasse pas 20 heures et la rue est déserte en soirée et la nuit. Il faut attendre le plein été pour que les terrasses installées dans la rue devant les commerces se vident beaucoup plus tard dans la nuit. Le caractère résidentiel de la rue piétonnière n'est donc pas amoindri car le repos nocturne y est respecté. La circulation à bicyclette y est tolérée de 20 heures à 6 heures du matin. Pendant les heures ouvrées, il faut descendre du vélo.
Jusque 2010, sur 360 commerces de détail répartis sur tout le centre-ville, 90 se situent dans la rue de Brandebourg. Cela représente 20 400 m2 de surface de vente sur un total de 35 640 m2 au centre-ville (soit respectivement 9 % et 16,4 % du total de la surface pour toute la commune, soit 217 300 m2). Sur 21 marques no 1 du marché ou marques leaders, quatre sont dans la rue de Brandebourg. Actuellement, leur nombre a fortement augmenté. Si l'on ajoute les six rues perpendiculaires et les trois rues parallèles à la rue de Brandebourg, le nombre de commerces de détail avec accès à pied en moins de dix minutes est quadruplé.
Dans la rue de Brandenbourg, 39 % des commerces se concentrent sur les vêtements, le sport, les chaussures et la maroquinerie. Le seul grand magasin de la rue, le Stadtpalais de Karstadt, représente 50 % de la surface de vente totale de la rue commerçante. Le statut d'emplacement no 1 se prolonge vers la Friedrich-Ebert-Straße.
Dans la rue de Brandebourg, la restauration occupe une place importante, y compris la restauration rapide.
Une étude sommaire du profil commercial de la Brandenburger Straße sur la base du « City Shopper » de la ville de 2015 montre qu’en partant de la porte de Brandebourg vers l’église catholique on dénombre sur la gauche de la rue 62 commerces et services et sur la droite 61 soit un total de 123 enseignes. 82 magasins sont dédiés au shopping, 30 à la restauration et aux boissons, 19 aux prestations de services et deux à l’information pour le tourisme ou la presse.
Dans le domaine des achats quotidiens, la rue de Brandebourg est dominée par les vêtements (19 magasins) complétés par les chaussures (huit magasins) et la maroquinerie (deux magasins). Sept boulangeries et/ou pâtisseries complètent six enseignes de restaurant ou de fast food. Le gros grand magasin (Karstadt) et les trois hypermarchés de petite et moyenne taille complètent, voire renforcent l’offre des boutiques de vêtements et d’alimentation, y compris dans le secteur bio bien représenté dans la rue de Brandebourg. L’hôtellerie y est sous-représentée en son centre, on la trouve davantage aux extrémités et sur les places adjacentes comme la Luisenplatz. L’hébergement en hôtel, appartements et pensions de petite taille compte cinq gérants dans la rue de Brandebourg. Les boutiques proposant des idées-cadeaux de diverses natures sont nombreuses, surtout sur le côté droit (deux magasins sur la gauche, huit sur la droite). Si l’on ajoute les librairies et papeteries au nombre de cinq magasins, le profil du visiteur de la rue de Brandebourg est clairement soit un local venu flâner, manger un en-cas ou savourer une boisson en terrasse, soit un touriste qui recherche le même type de détente après une journée dans les musées et châteaux. Les boutiques de souvenirs caractéristiques des sites hyper-touristiques n’existent pas dans la rue de Brandebourg, elle conserve de fait son caractère propre dû à la présence renforcée des locaux qui lui permettent de garder sa fonction commerciale initiale. Six sociétés bancaires ont une petite filiale dans la rue. Les autres rues sont également très fréquentées. On y trouve des boutiques de téléphonie mobile, cinq coiffeurs, quatre opticiens et cinq bijouteries. Les autres domaines y sont sous-représentés comme le sport, la cosmétique, les jeux ou les voyagistes si l’on s’arrête aux petites boutiques. Car le grand magasin Karstadt offre les palettes de produits typiques de ces enseignes.
La fédération des commerçants de Berlin-Potsdam constate à propos de la rue de Brandebourg que l’évolution des loyers et baux fluctue énormément à l’heure actuelle, mais plutôt vers le haut que vers le bas. Il faut payer en 2016 environ 80 € par mètre carré. Les seules enseignes qui ne font pas remonter de difficultés majeures à payer ces tarifs sont les marques de téléphonie mobile. Les plus en difficulté dans la rue de Brandebourg pour suivre l’augmentation des loyers sont les magasins d’habillement car leur chiffre d’affaires est trop limité en comparaison avec le loyer mensuel à régler. Pour l’instant l’augmentation des loyers ne dissuade pas encore assez car les commerces qui ferment dans la rue de Brandebourg retrouvent rapidement des successeurs sur une liste d’attente qui est longue. Le statut de maisons inscrites aux monuments historiques est une entrave à toute forme d’extension pour les plus grandes enseignes. Les responsables locaux réfléchissent à de nouvelles pratiques commerciales qui intègrent davantage l’achat en ligne et le travail de conseil en boutique.

## Boulevard du Cinéma

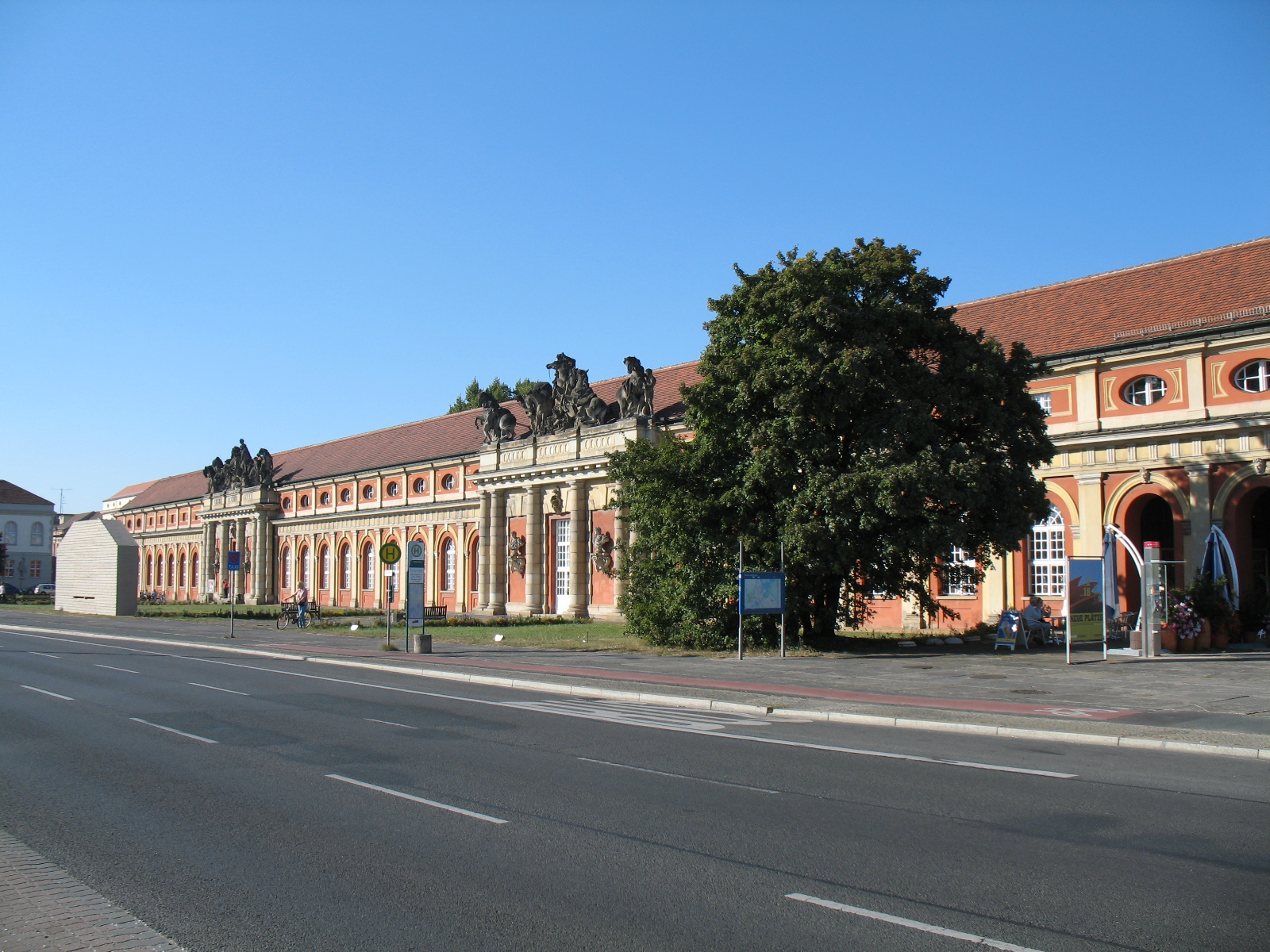
Musée du film de Potsdam.

La Brandenburger Straße porte dorénavant aussi le nom de « Boulevard du Cinéma » (allemand : Boulevard des Films) pour faire honneur à une longue tradition cinématographique non seulement des studios de Babelsberg, mais aussi de la ville en tant que lieu de tournage de très nombreux films. La première phase fut lancée en 2019 par le maire Mike Schubert qui souhaitait impliquer le grand public en privilégiant la participation citoyenne :  afin de savoir quel film serait immortalisé dans le Boulevard, les habitants de la région ont pu communiquer le nom de leur film préféré soit en ligne soit en envoyant une carte postale. Le film J'avais 19 ans réalisé par Konrad Wolf en RDA a été le favori du public potsdamois à l'issue du vote public. Le 3 mai 2021 débute la deuxième phase de la participation citoyenne au projet de Boulevard du Cinéma dans la Brandenburger Straße ; les habitants de Potsdam sont invités à soumettre leurs idées de conception pour les dalles de granit d'environ 80 centimètres sur 80 jusqu'au 30 juin 2021. Le concours est ouvert aussi bien aux amateurs qu'aux experts dans les domaines du graphisme et du design, aux sculpteurs et aux tailleurs de pierre. C’est Christophe Curin, un habitant de la rue de Brandebourg, qui gagne le concours. Les plaques dont il a proposé le design doivent être intégrées dans le nouveau pavage de la Brandenburger Straße qui fait l’objet d’une rénovation complète avec des travaux conséquents qui s’étalent sur plusieurs années,. Le projet culturel et esthétique profite en quelque sorte de la pose de conduites, canalisations et câblage pour le gaz, l'eau, les eaux usées, le chauffage urbain, l'énergie et la technique numérique en plus du nouveau revêtement de sol. 
Un jury d’experts avait déjà sélectionné une cinquantaine de films en 2020 pour lesquels il fut décidé de n’inscrire sur la plaque que le titre et l'année de production du film concerné. La plaque portera également le logo de la Ville créative UNESCO cinéma,. Pendant l'exposition "EinheitsEXPO" à l'occasion du Jour de l'Unité allemande, 45 des 50 films ont été projetés gratuitement à quatre endroits différents de Potsdam .
Le 4 juillet 2024, les dix premières dalles du Boulevard du Cinéma ont été posées en présence du réalisateur Andreas Dresen. Le Boulevard s'étendra sur l'ensemble de la zone piétonnière, de la Porte de Brandebourg à l'église Saint-Pierre-et-Paul sur la Bassinplatz, donc d'un bout à l'autre de la rue. Bien que différent dans l'esprit et la gestion, il rappelle le Hollywood Walk of Fame   de Los Angeles par l’usage d’une plaque encastrée dans le nouveau pavage de la rue qu’arpentent tous les jours les locaux et les touristes, immortalisant non pas les acteurs, mais les films sans faire mention du réalisateur ou des acteurs. 
La sélection s'est faite sur la base de plusieurs critères cumulés ou non comme : 
- la pertinence sociale ;
- la valeur technique ou artistique pour le monde du cinéma ;
- le succès auprès du public ;
- les distinctions nationales et internationales ;
- l'importance des productions pour le site cinématographique de Potsdam et notamment les studios de Babelsberg.

Chaque période est reconnaissable par une police de caractère spécifique pour le titre et l’année sur la plaque afin de resituer le film dans son époque respective :
- « Ed’s Market » pour l’époque impériale[N 3]
- « Bodegas Sans » pour la république de Weimar[N 4]
- « Alegreya » pour la période nazie[N 5]
- « Gill Sans Nova » pour la DEFA en RDA[N 6]
- « Scheme » pour la période contemporaine dans l'Allemagne réunifiée[N 7]

Les films retenus sont très variés et touchent à tous les genres cinématographiques. Certains revêtent plus que d’autres un caractère international qui a marqué le monde du cinéma comme  Metropolis qui a été le premier film à intégrer le registre des films dits  Mémoire du monde, ; l'Unesco déclare en effet que le film est devenu « le symbole d'un modèle d'architecture cinématographique du futur ». Babelsberg ouvre ses portes en 1911. Depuis, un des plus anciens studios de cinéma du monde a vu défiler les stars parmi les réalisateurs et les acteurs y compris pendant la période est-allemande communiste avec Gérard Philippe, Yves Montand ou Jean Gabin. On peut citer aussi Moritz Bleibtreu, Jacky Chan, Tom Cruise, Claire Danes,Marlène Dietrich, Joseph Fiennes Bruno Ganz, Tom Hanks, Emil Jannings, Mélanie Laurent, Jude Law,  Brad Pitt,  Omar Sharif, Arnold Schwarzenegger, Christoph Waltz, Rachel Weisz ou Catherine Zeta-Jones pour les acteurs, Wes Anderson, Jean-Jacques Annaud, Stephen Daldry, Fritz Lang, Ernst Lubitsch, Roman Polanski, Steven Spielberg ou Quentin Tarantino pour les réalisateurs et metteurs en scène.  Les œuvres cinématographiques se sont  ensuite élargies aux séries comme la série de films des Jason Bourne ou Babylon Berlin. Quelques films sont devenus des blockbusters plus connus du public français comme Sonnenallee, Stalingrad, Le Pianiste, The Reader, Inglourious Basterds ou encore le Le Pont des espions de 1999 à 2015.

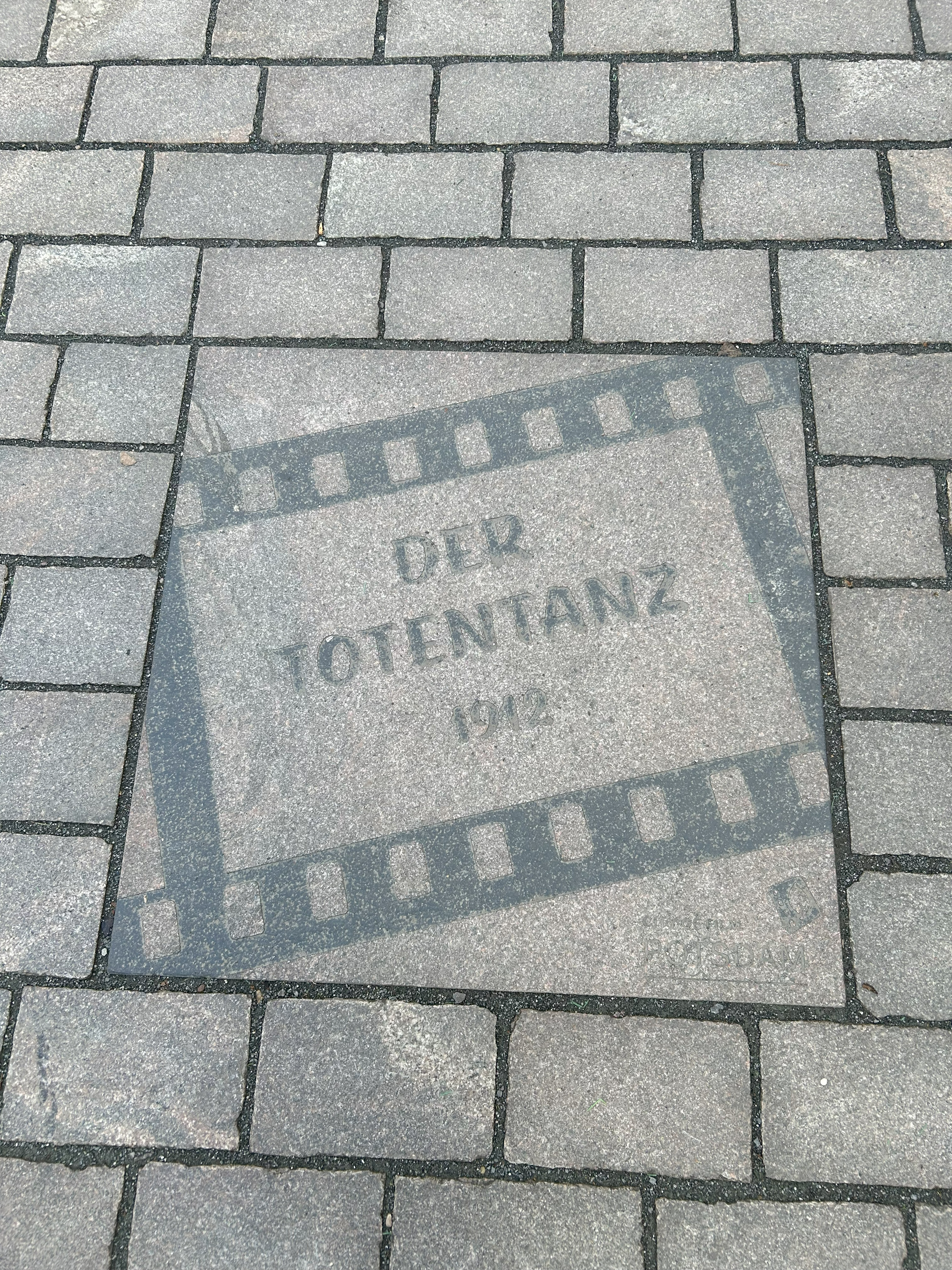
Plaque du film Der Totentanz 1912, Potsdam, Brandenburger Straße.
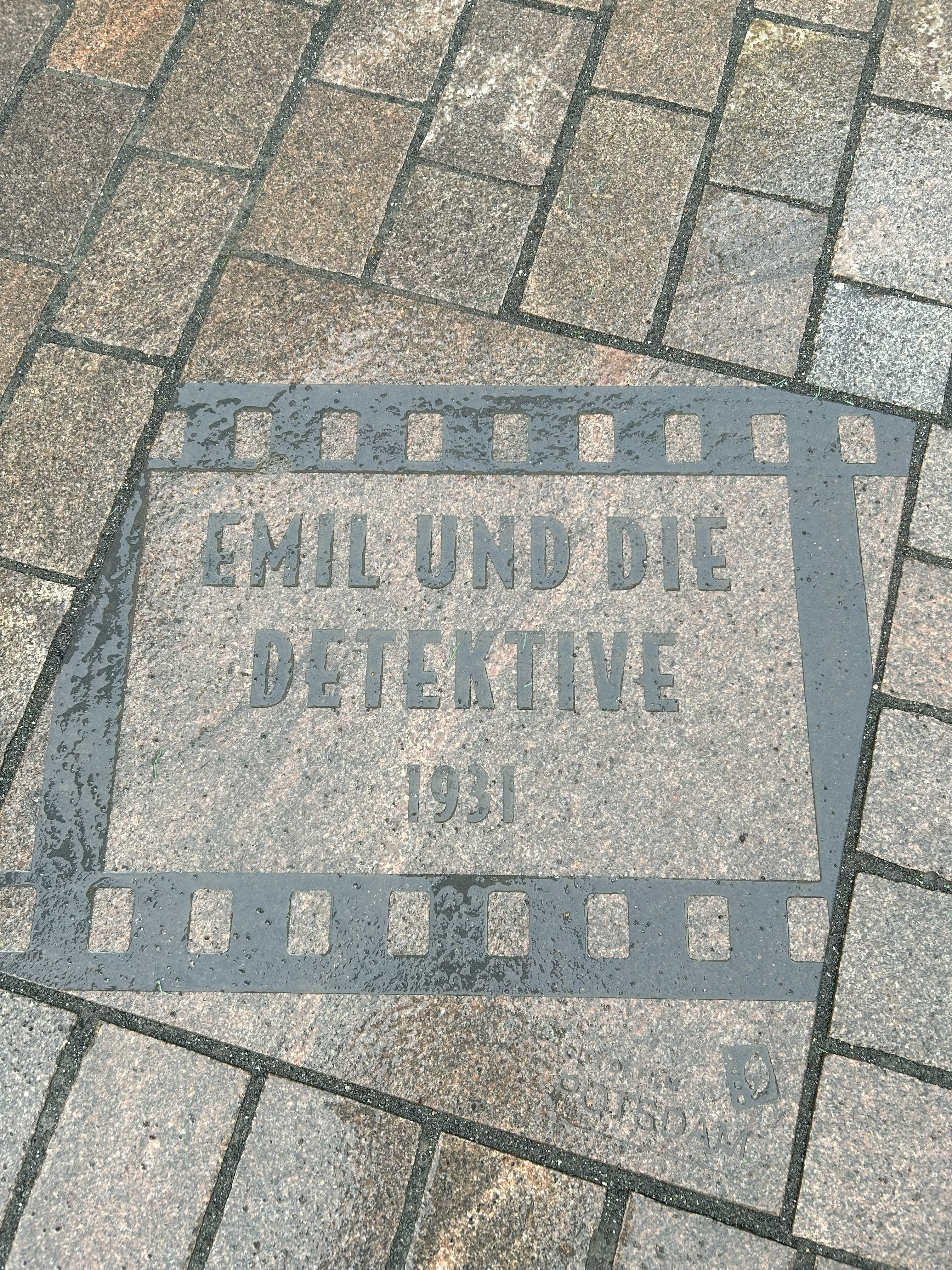
Plaque du film Émile et les détectives 1931. Potsdam, Brandenburger Straße.
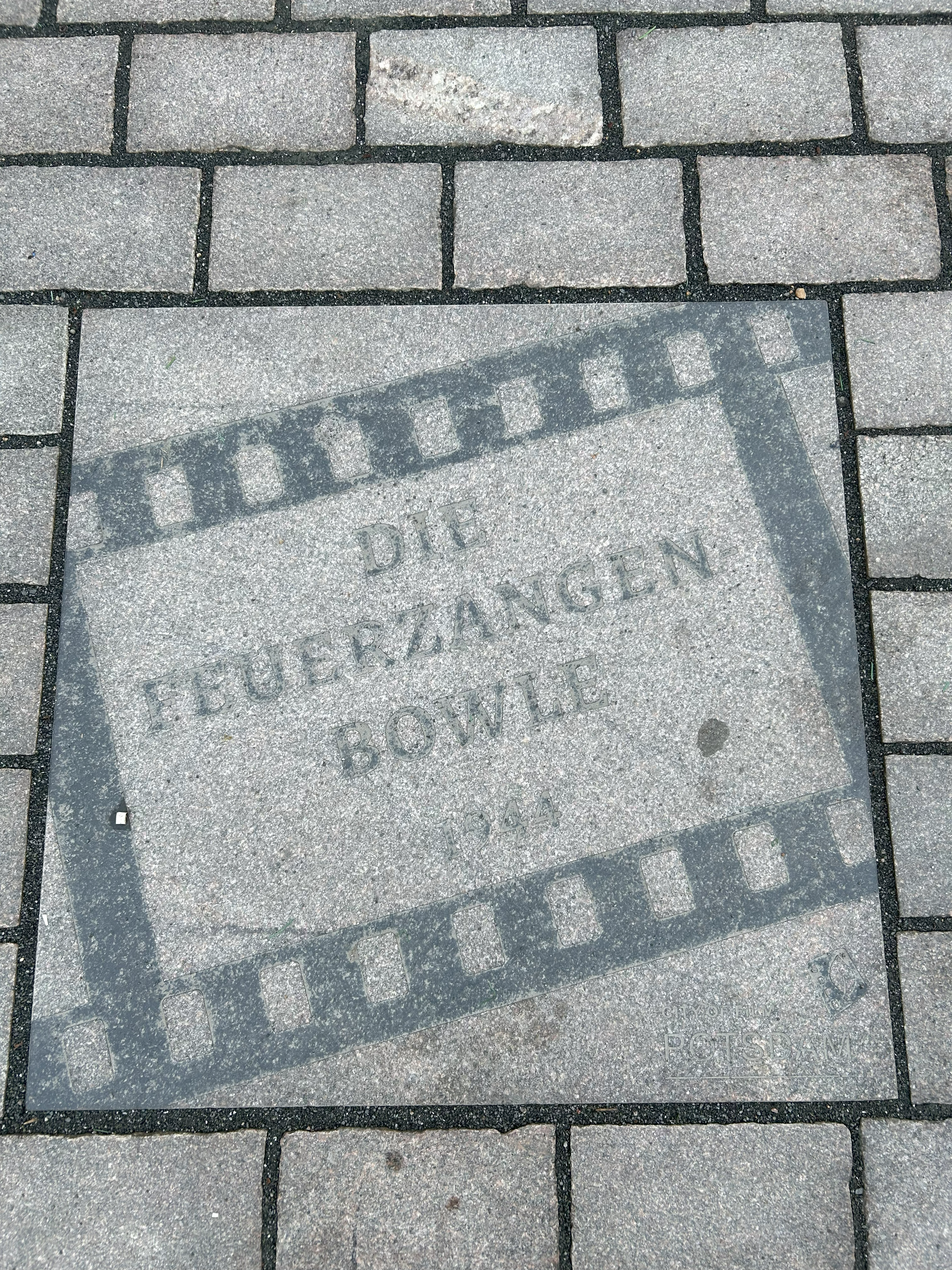
Plaque du film Ce diable de garçon 1964, Potsdam, Brandenburger Straße.
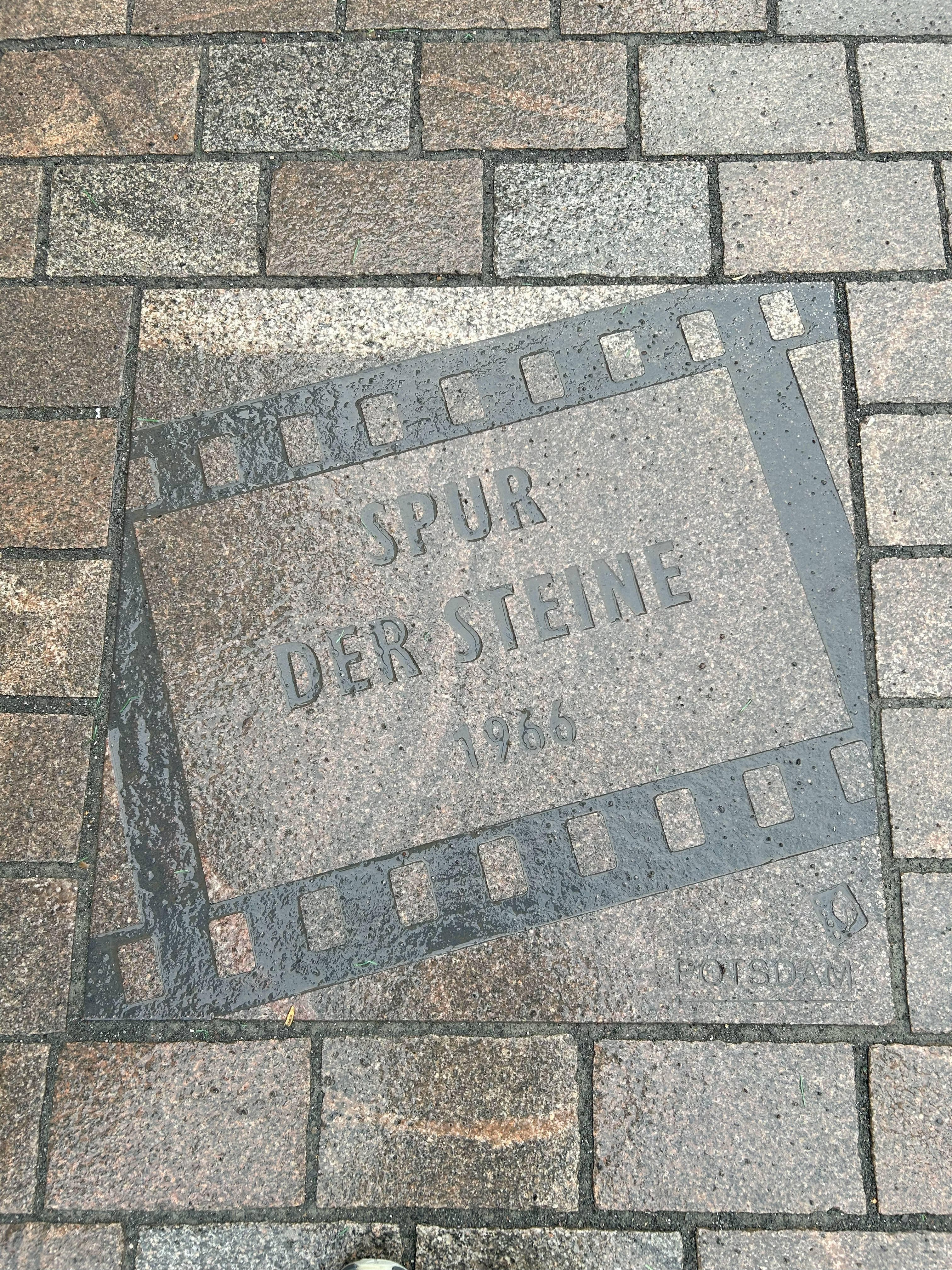
Plaque du film La Trace des pierres 1966, Potsdam, Brandenburger Straße.
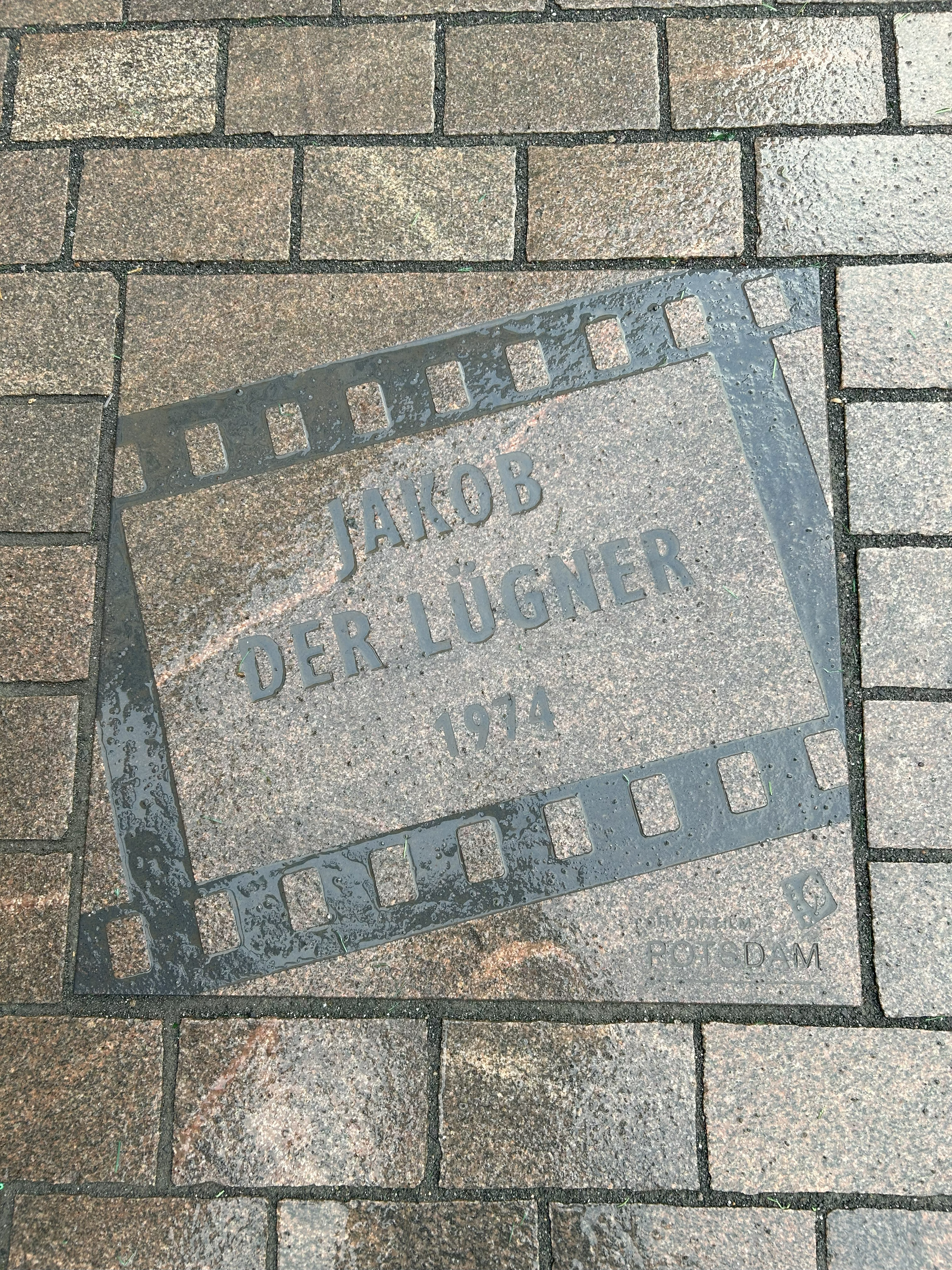
Plaque du film Jacob le menteur 1974, Potsdam, Brandenburger Straße.
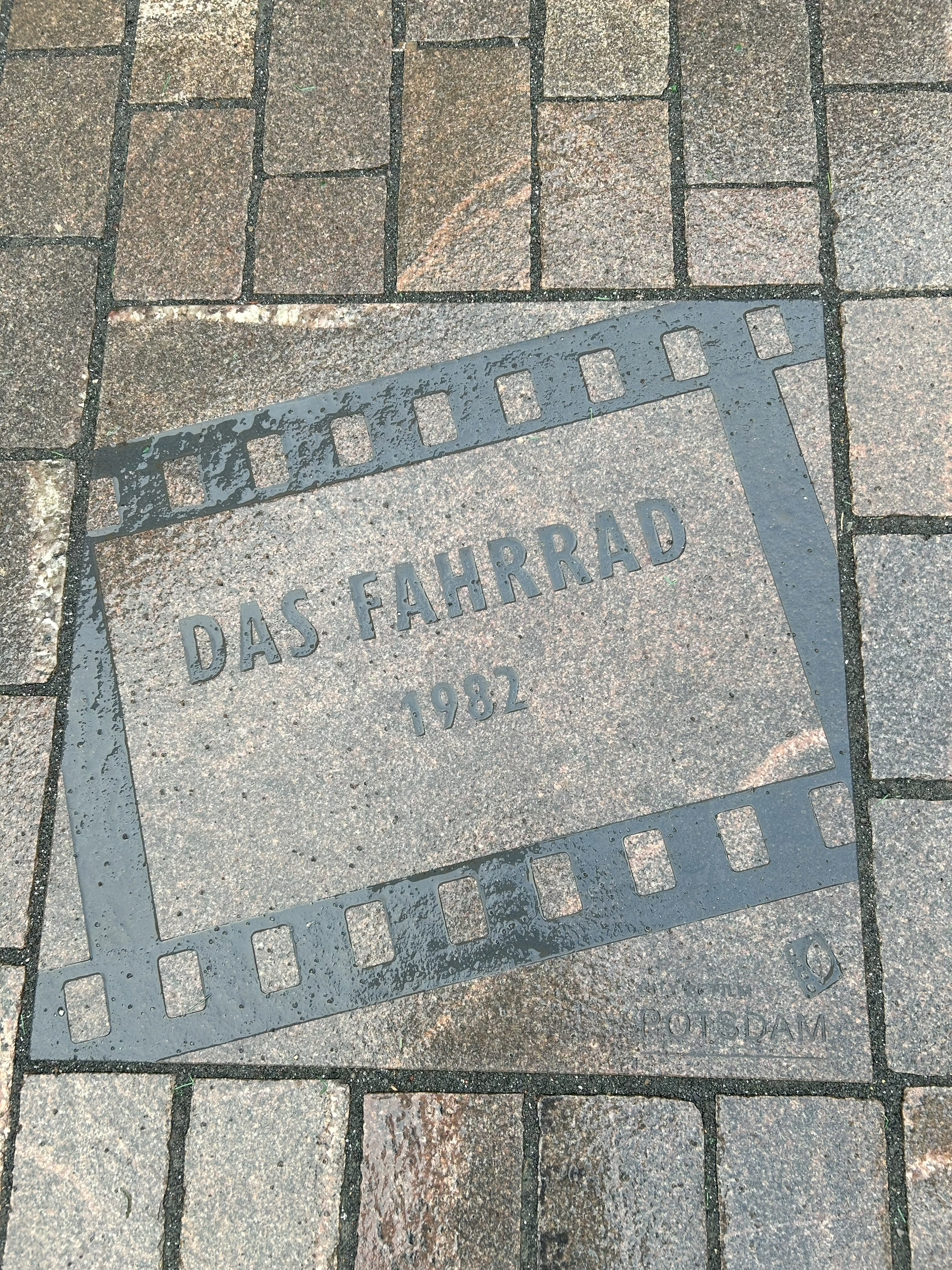
Plaque du film Das Fahrrad 1982, Potsdam, Brandenburger Straße.
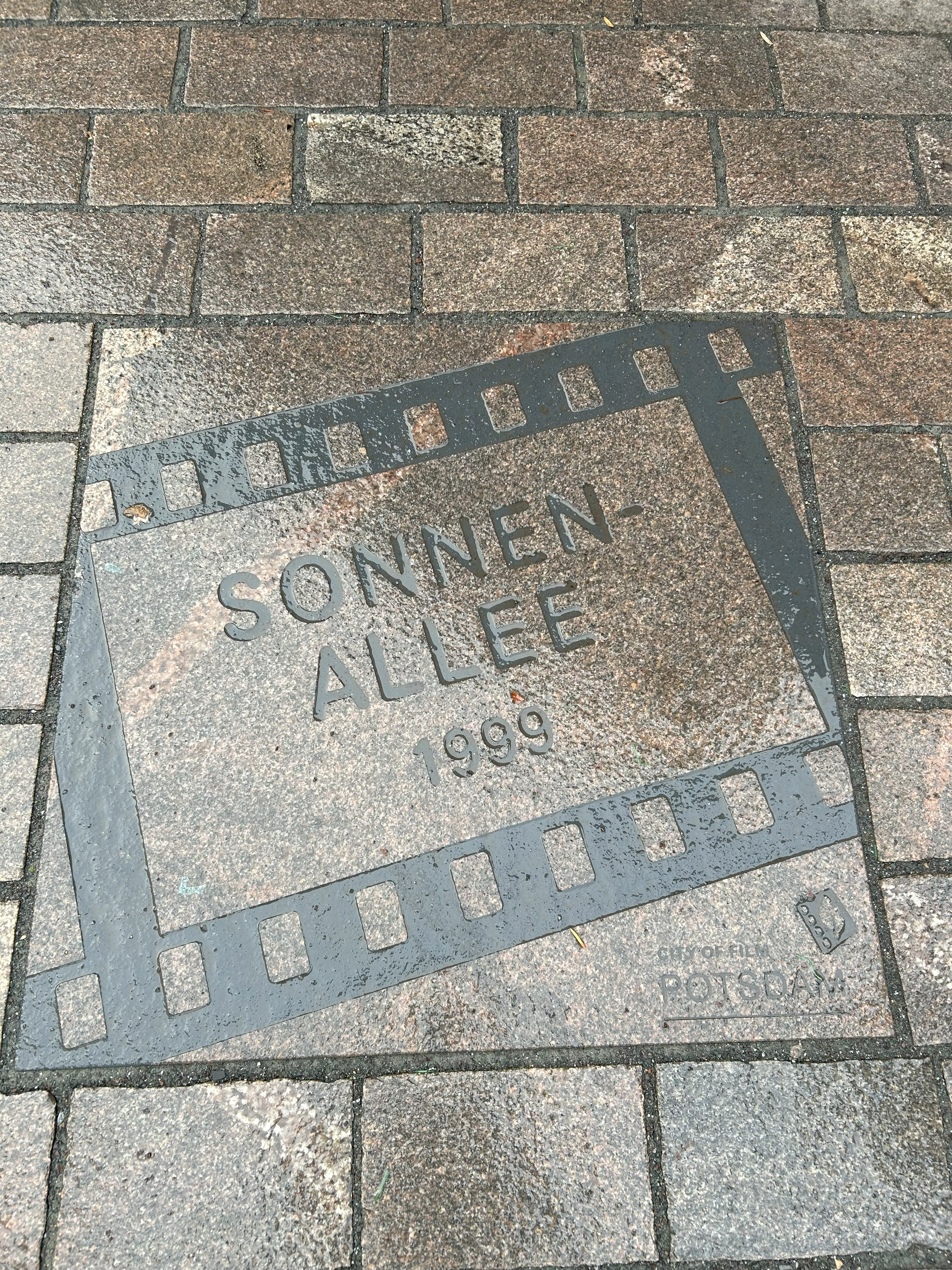
Plaque du film Sonnenallee 1999, Potsdam, Brandenburger Straße.
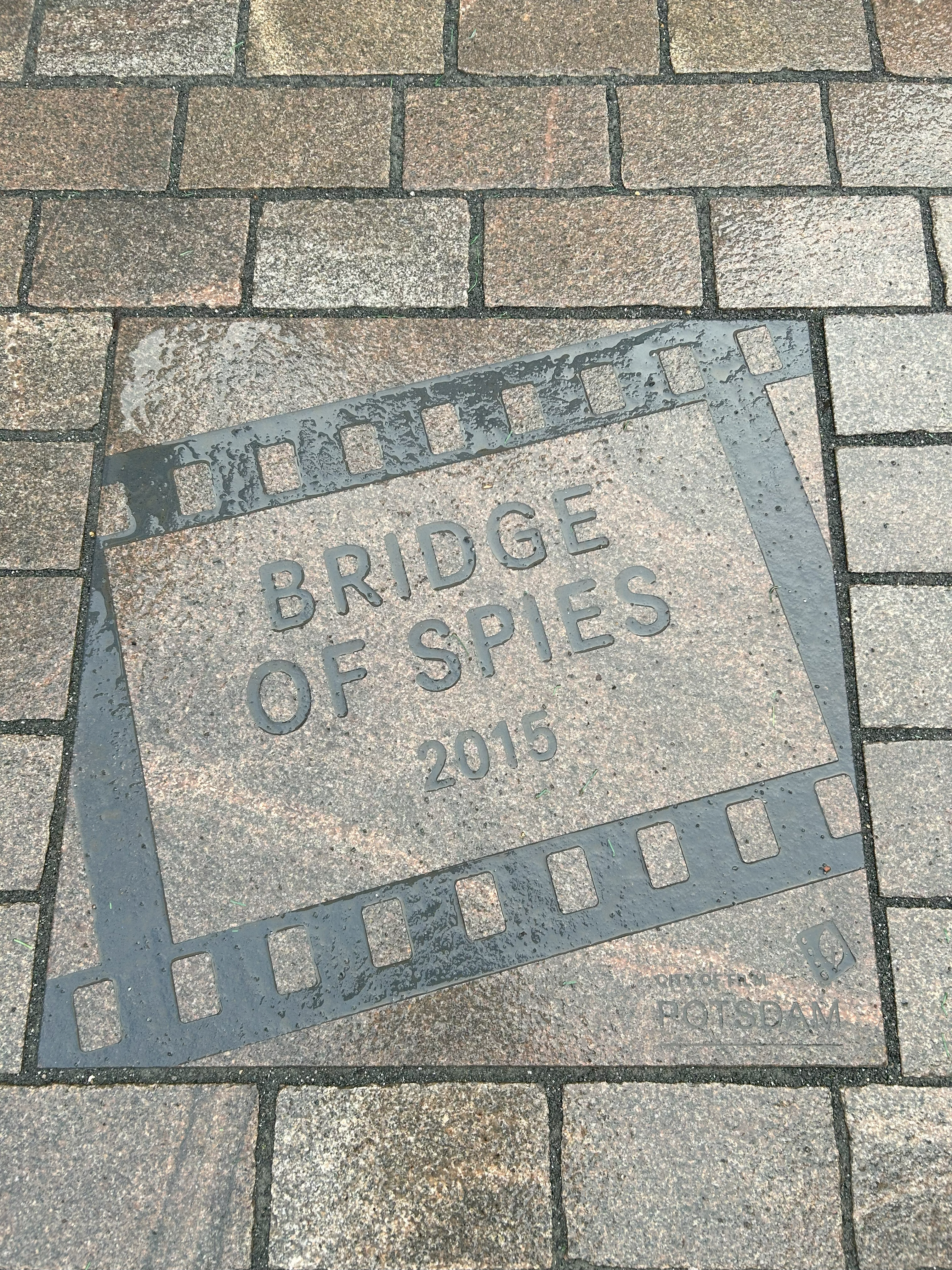
Plaque du film Bridge of Spies 2015, Potsdam, Brandenburger Straße.

## Lieux d’intérêt dans la rue de Brandebourg

### La porte de Brandenbourg

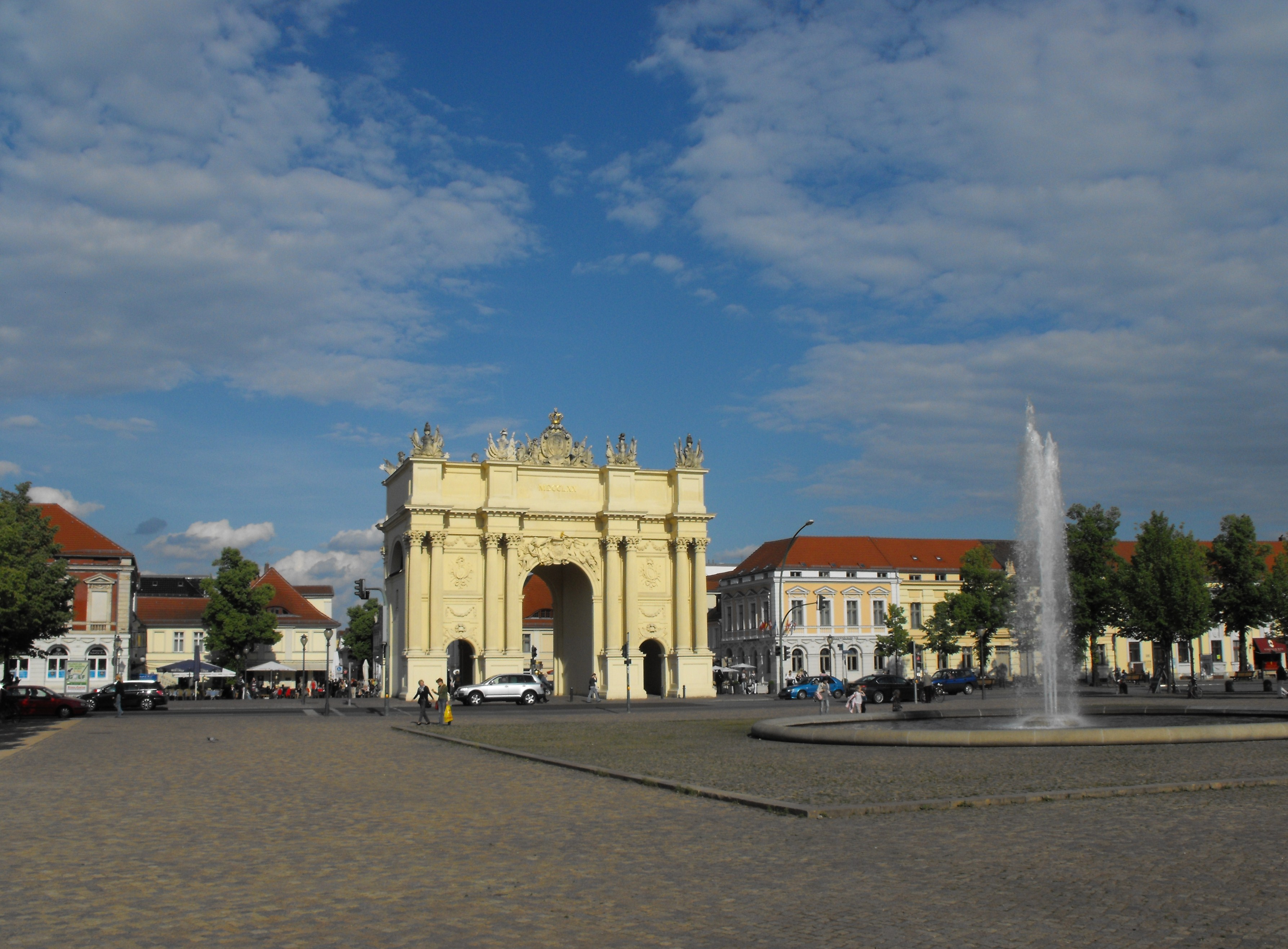
Porte de Brandenbourg Potsdam depuis le Luisenplatz

La porte de Brandebourg a été construite à Potsdam dans les années 1770-1771 à la demande de Frédéric II de Prusse. Elle est située à l'extrémité occidentale de la rue de Brandebourg et fait face en vis-à-vis à l'église Saint-Pierre-et-Paul à l'est. Auparavant, il existait à cet endroit une porte simple bâtie en même temps que la deuxième extension baroque de 1733. Il s'agit d'un passage vers l'ouest dans le mur de douane et d'accise de Potsdam, version plus modeste du même type de mur à Berlin, le Zollmauer. Cette porte a été ajoutée au mur d'enceinte de la ville pour empêcher la désertion des soldats et pour limiter la contrebande.
Quand la fin de la guerre de Sept Ans approcha, Frédéric le Grand fit raser la vieille porte d'accise et demanda la construction d'un arc de Triomphe qui célèbrerait et commémorerait ses campagnes militaires réussies. Les pertes sont considérables, le pays est exsangue, mais la Prusse sort grandie et respectée de ce conflit mondial. En tout premier lieu, elle garde la Silésie conquise de fraîche date. Son territoire s'agrandit énormément vers l'Est. La caractéristique de la porte de Brandebourg de Potsdam et qu'elle présente deux faces différentes : le côté ville a été réalisée par Carl von Gontard pendant que le côté campagne a été dessinée par son disciple Georges Christian Unger. Gontard choisit une façade avec des lésènes à tendance corinthienne et des trophées, allégories de la victoire et de la puissance prussienne tandis qu'Unger choisi le modèle de l'Arc de Constantin de Rome reconnaissable aux doubles colonnades corinthiennes et aux ornementations comme les trompettes dorées. Les deux arches latéraux ont été rajoutés en 1843 sous le règne de Frédéric-Guillaume IV en raison de l'augmentation des passages quotidiens en direction et en provenance de la rue de Brandebourg.
Au début du XXe siècle, le mur d'enceinte de la ville a été démoli, la porte de Brandebourg est devenue un monument historique isolé sur sa petite place en bout de rue, ce qui pourrait faire oublier sa vocation première.

### L'église catholique Saint-Pierre-Paul

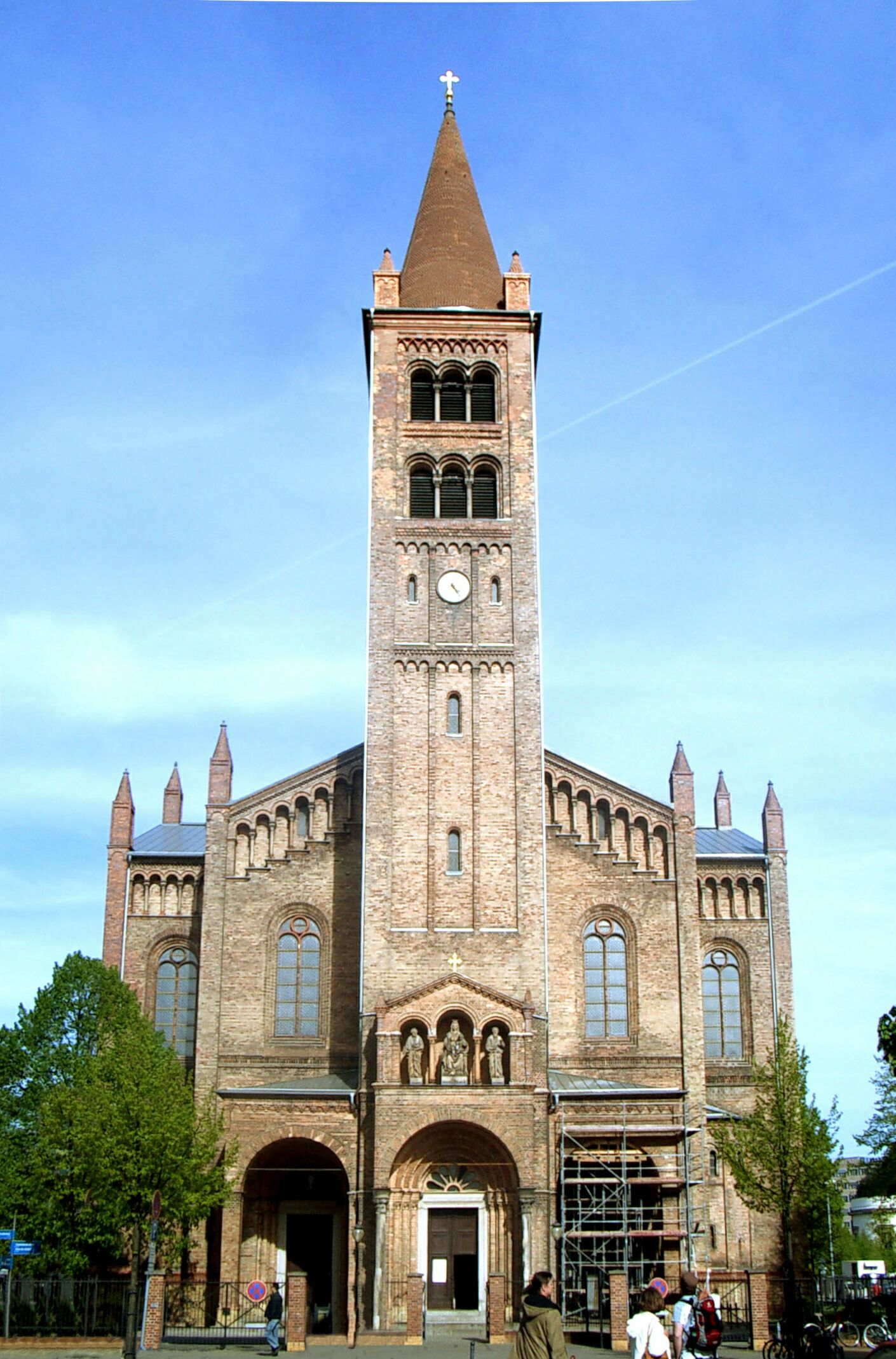
Eglise Saint-Pierre-et-Paul, Potsdam.

L'église catholique Saint-Pierre-et-Paul, bien que située officiellement am Bassin, clôt la rue de Brandebourg au moins visuellement. Elle sert de point de repère à l'est en face de la porte de Brandebourg. Les travaux furent terminés en 1870. Il fallait, en effet, une église pour la petite paroisse catholique rattachée à l'évêché de Berlin et surtout pour les soldats d'obédience catholique de plus en plus nombreux. Depuis 1992, elle est devenue église de prieuré. Cette église, qui a la forme d'une croix grecque, succède à un premier édifice baroque sans clocher, construit à la demande de Frédéric-Guillaume Ier en 1738 sur le terrain de la manufacture royale d'armes à feu. Devenue trop petite et endommagée, les architectes August Stüler, puis Wilhelm Salzenberg, construisent une église finalement éclectique puisque le clocher rappelle le campanile italien de San Zeno à Vérone, le chœur s'inspire de la Hagia Sophia avec trois absides conchyliformes, certaines parties intérieures sont baroques. Il fallut assécher et consolider le sous-sol marécageux avant d'ériger la nouvelle église. Une autre consécration eut lieu en 1950 à l'occasion de la restauration de l'édifice après les dégâts causés par les bombardements de 1945. D'autres plans de travaux d'entretien ont été décidés en 2002 et 2006. L'église eys haute de 65 m et large de 38 m.

### Stadtpalais

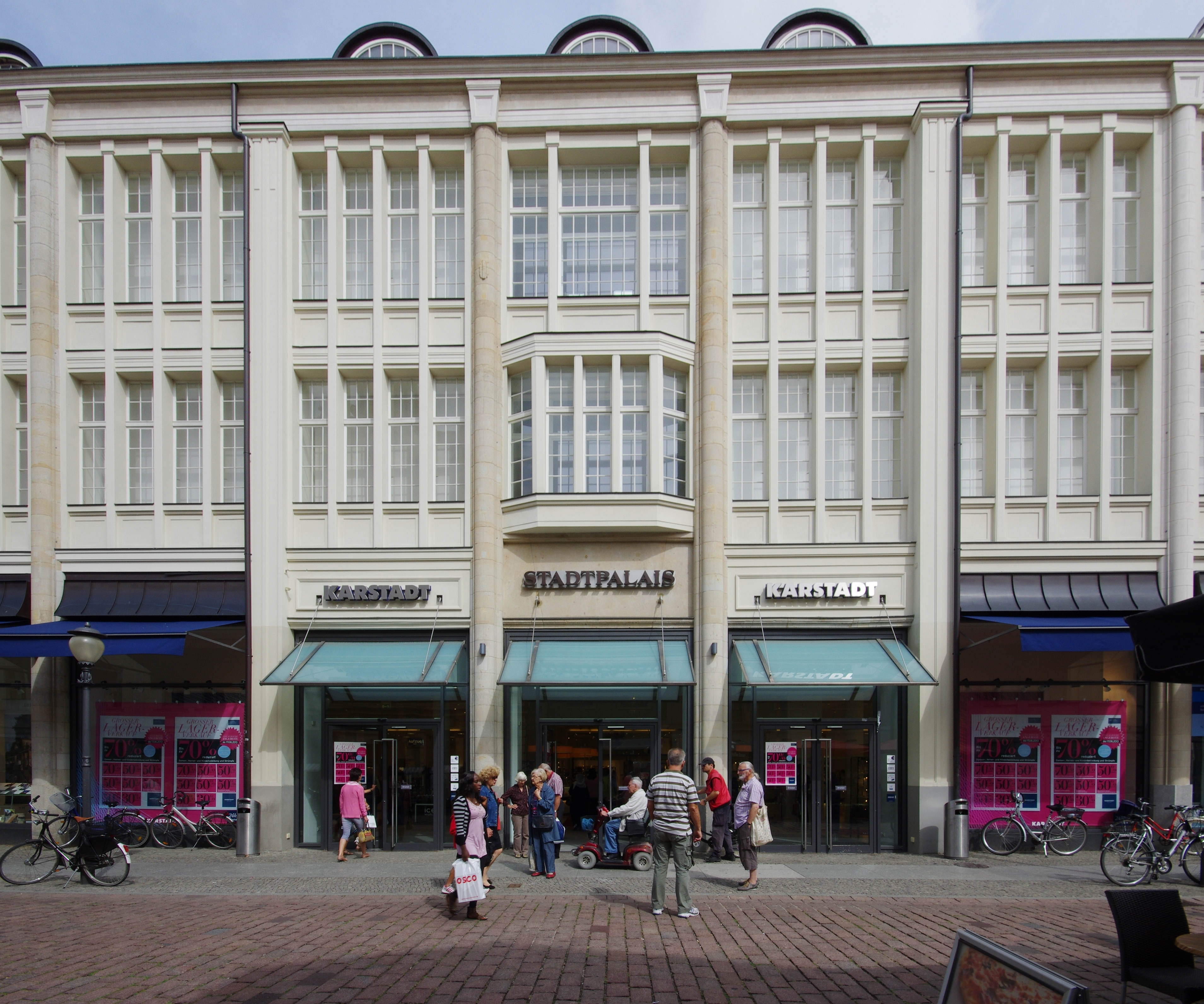
Grand magasin Karstadt et ex-Konsument à Potsdam.

L'un des immeubles classés de la rue de Brandebourg qui est fortement fréquenté s'appelle le grand magasin Karstadt aux nos 49-52. Toutefois, l'édifice actuel n'a conservé que deux parties du bâtiment d'origine construit en 1905 : la façade, bien que remaniée, et le patio intérieur avec sa verrière dont il ne reste que deux exemplaires de ce type en Allemagne avec celle de Görlitz.
Le magasin ouvert en 1905 est une annexe de la société de commerce de détail Schwarz, issue de son commerce de produits manufacturés fondé en 1888. Néanmoins, Schwarz vend déjà un an plus tard son magasin au négociant Hermann Ploschitzki. Ce dernier décède en 1932 et c’est sa femme Hansi Ploschitzki qui hérite d’une fortune conséquente et d’une belle collection d’œuvres d’art  ; d’origine juive, elle pressent les difficultés auxquelles elle va être confrontée dans les années 1930 et confie à la société de logistique Schenker le soin de transporter ses biens personnels et sa collection d’art dans neuf containers vers le port de Hambourg. C’est là qu’ils seront confisqués par la Gestapo avant l’émigration de Hansi vers Hollywood. La Gestapo mettra tout aux enchères. Elle se remarie deux fois aux USA et fonde sous le nom de Hansi Share une manufacture de poupées . Sous la direction de Ploschitzky, l'entreprise se transforme en société anonyme, la Lindemann & Co. L'élargissement et la reconversion se font en 1929 en acquérant des terrains d’une ancienne brasserie sur la Jägerstraße et en opérant une fusion avec la SA Rudolf Karstadt de Hambourg. C'est le décor architectonique de cette période qui perdurera jusqu'en 2003 ; le nom du grand magasin Karstadt devient une habitude à Potsdam.
Détruit pendant la Seconde Guerre mondiale, le Karstadt est soumis à la désappropriation par les forces d'occupation soviétiques. Il est rebâti en 1946 et confié au grand magasin Konsument, la deuxième plus grande chaîne de grands magasins est-allemande après Centrum. De son vrai nom, Zentrale Handelsunternehmen »konsument« (ZU Konsument), cette chaîne était sous le contrôle de la fédération des coopératives de consommation de la RDA.
À partir de 1990 et la réunification, la coopérative de consommation crée une OPR avec la SA Horten qui fonctionne bien jusqu'à l'incendie en 1995 dans les combles. En raison de la faillite de Horten, le bâtiment fait l'objet d'une rétrocession à Karstadt, mais l'édifice reste vide et délabré jusqu'en 2002. Des entreprises privées prennent en charge les frais de restauration en 2003 à hauteur de 50 millions d'euros. Le 10 mars 2005, donc l'année de son centenaire, le grand magasin rouvre ses portes avec la nouvelle appellation Stadtpalais Karstadt car il est géré par une filiale de Karstadt, le nom qu'il porta depuis 1922. La façade inscrite aux monuments historiques reprend surtout les formes simplifiées du profil de 1937. Le patio intérieur en Jugendstil surmonté de sa verrière est également inscrit aux monuments historiques bien que l’un et l’autre soient des reconstitutions des œuvres d’avant la Seconde Guerre mondiale. Cette façade du grand magasin de la rue de Brandebourg peut apparaître à certains comme un corps étranger dans une rue largement dominé par le classicisme et le Biedermeier. Le bâtiment détonne, en effet, du reste des maisons à la fois par sa hauteur et par la décoration épurée de sa façade après la mise au net de 1937. Les chiens-assis décoratifs et l’ornementation sont reconstruits sur le toit. Malgré le caractère controversé du projet, notamment par le parti de gauche Die Linke et la fondation gérant les châteaux et parcs de Potsdam, le Stadtpalais obtient en mars 2016 l’autorisation de monter sa surface de vente d’un étage supplémentaire. Sur le toit-véranda, il est prévu d’installer des chaises de plage typiques de la mer Baltique, un sauna et des espaces ouverts pour pratiquer le yoga. Il est possible que le toit devienne un passage obligé pour les touristes qui veulent avoir une vue panoramique sur le centre-ville puisque le Stadtpalais surplomberait la fameuse rangée baroque rectiligne de la rue de Brandebourg.
Une plaque est apposée sur le mur du Stadtpalais pour rappeler qu'a eu lieu le 7 avril 1946 le congrès du parti pour la fusion de la SPD et de la KPD en SED au niveau régional, avant le congrès de Berlin les 21 et 22 avril 1946.

### L'hypermarché Hirsch

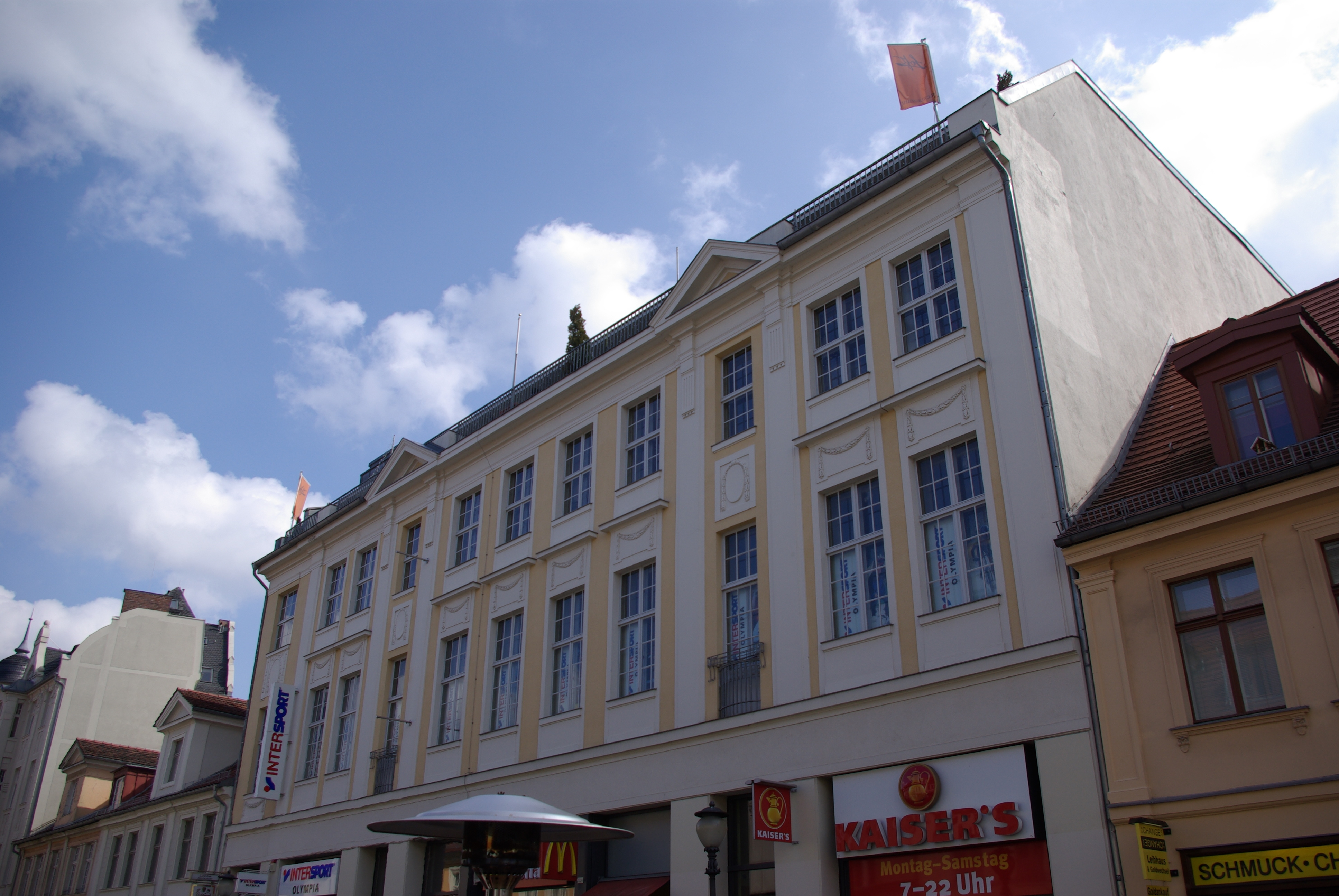
Ancien grand magasin Hirsch,no 31, aujourd'hui Kaiser's.

Aujourd’hui, il faut s’adresser au moins aux octogénaires, pour trouver quelqu’un qui n’associe pas les achats en grande surface jadis dans la rue de Brandebourg exclusivement au Karstadt (éventuellement Konsument). L’ancien hypermarché Hirsch aux nos 30-31 a changé de nom pendant les lois antijuives des années 1930 car il appartenait à des gérants de confession juive qui ont été dépossédés et déportés. Il prit du jour au lendemain le nom de Mainka. Actuellement, il est géré par l’enseigne des supermarchés Kaiser’s. Or, le grand magasin Hirsch fut le premier à faire évoluer la rue de Brandebourg en une rue commerçante plus fréquentée. Le Karstadt ne fut construit qu’en 1905. Le passé juif jusqu’au nom de cet hypermarché Hirsch était tombé dans l’oubli jusqu’à ce que la fondation Heinrich-Böll encourage un projet de recherches par onze lycéens de la Voltaire-Gesamtschule en octobre 1999 dont le résultat fut publié et distribué par un dépliant à l’occasion des cérémonies du souvenir pour les victimes du national-socialisme. Le grand magasin fut fondé à Potsdam en 1880 comme filiale de la Offene Handelsgesellschaft Max Hirsch dont le siège était à Francfort-sur-l’Oder. En 1935, il avait un chiffre d’affaires de deux millions de reichsmarks et employait 170 personnes. Il sera dirigé par des gérants juifs jusqu’en 1938, date à laquelle il fut « déjudaïsé » et rouvert au public en 1940 sous son nom de Kaufhaus Mainka en précisant dans les tracts publicitaires que le magasin était « aryen ». Aujourd'hui, les consommateurs vont au Kaiser's.

### Le premier appartement de Theodor Storm
L’écrivain allemand Theodor Storm, originaire du Slesvig, vécut du 26 novembre 1853 à juin 1856 à Potsdam dans la Brandenburger Straße. Il ne réussit pas à s’acclimater à la ville-garnison prussienne bien que son nouveau travail à Potsdam dut être pour lui un gros soulagement après plus d’un an d’incertitude et de chômage dans le duché du Schleswig-Holstein déchiré entre la Prusse et le Danemark. Potsdam auquel il n’avait même pas pensé initialement, était en fait un moindre mal après avoir essuyé de nombreux refus à ses candidatures pour un poste dans le secteur juridique dans différents états comme en Saxe - Gotha et Coburg ou pour un poste de maire à Berlin. Grâce à l’entremise d’une connaissance berlinoise, l’historien de l’art Franz Kugler chez qui il passa un séjour de trois semaines, Storm fait la connaissance du juge Wilhelm von Merckel qui lui propose de se présenter auprès d’un membre de sa famille qui est le président du tribunal d’instance de Potsdam, Karl Gustav Goßler. Celui-ci pourra peut-être lui offrir un poste. Muni de sa lettre de recommandation, Storm âgé de 35 ans, marié et père de famille, se rend le 20 novembre 1853 à Potsdam pour rencontrer Goßler qui le reçoit dans son jardin et l’emmène faire une promenade « dans les allées entre les statues et les fontaines du parc de Sanssouci ». Il ressort de cette entrevue une offre d’emploi au tribunal d’instance qu’on désignerait aujourd’hui de CDD ou de stage pratique. Il est assermenté devant le tribunal d’appel en tant qu’assesseur du tribunal le 23 novembre 1853 et introduit officiellement en séance plénière le 10 décembre 1853. Storm croyait qu’à l’issue de sa période probatoire de 10 mois, il serait définitivement embauché. C’est pourquoi il avait accepté à son corps défendant un poste d’assesseur sans droit de vote et sans salaire.
C’est l’épouse du juge Goßler, Sophie von Goßler, qui lui trouve comme pied-à-terre provisoire un appartement dans la rue de Brandebourg au no 70 à quelques mètres à pied du tribunal royal situé dans la Lindenstraße. Le 25 novembre 1853, il écrit à sa femme en ces termes : « tu seras contente de l’appartement à Potsdam. Je l’ai loué tout de suite pour quatre mois supplémentaires, soit en tout pour sept mois. Nous habitons seuls dans la maison avec nos hôtes dont on me dit qu’ils sont des vrais braves gens.  Au passage, l’homme est un épicier. L’appartement est en outre situé tout près de la porte de Brandebourg qui mène vers Sanssouci ». Sept jours plus tard, sa femme Constanze et ses trois fils Hans, Ernst et Karl emménagent à Potsdam dans cet appartement.
Les Storm ne peuvent pas vivre sans l’aide financière de ses parents et beaux-parents. Non seulement ils leur envoient de l’argent, mais aussi de la nourriture. Il faut donc réduire les frais au maximum. La Brandenburger Straße est trop chère : il faut déménager. Du 1er juillet 1854 au 1er avril 1856, il emménage dans un autre appartement à Potsdam dans la Waisenstraße no 68 qui s’appelle aujourd’hui la Dortustraße, une rue perpendiculaire à la Brandenburger Straße. Storm ne semble ravi de ce déménagement car il écrit à ses parents le 7 mai 1854 que son nouvel appartement est certes dans une rue plus calme et plus proche du tribunal, dans un état plutôt honorable. Mais la chambre des enfants est plus petite côté cour intérieure et la chambre des parents n’a pas de fenêtre.
Du 2 avril 1856 au 30 juin 1856, les Storm emménagent dans un troisième appartement au premier étage de la Kreuzstraße no 15, aujourd’hui Benkertstraße. Cette fois, il écrit à ses parents le 7 avril 1856 qu’il est heureux d’habiter à proximité du Bassinplatz où les enfants peuvent s’amuser et se défouler, qu’il a son bureau, que le propriétaire habite dans la maison d’à-côté et que de ce fait il a l’impression de profiter de toute la maison pour sa famille. Sa correspondance met clairement en évidence que Storm est très attaché à sa terre du Slesvig et que son départ pour raison politique dans une terre qui n’est pas la sienne l’a un peu déprimé. De plus, il était avocat libéral et indépendant dans son pays, il passe à un statut de salarié de rang très moyen. Il parle d’un « statut de soumission ». Le niveau de vie est bas, il n’a fait venir que le strict minimum de Husum, son piano restera par exemple au Slesvig ainsi que la majorité de ses livres. Quelques semaines après son embauche, il se plaint de douleurs à l’estomac, de vives crampes spasmodiques, ce qui laisse penser qu’il somatise sa situation précaire tant sur le plan personnel que familial. Les examens à passer, le travail ingrat d’assesseur, le mal du pays et la précarité de son emploi le minent. Il fallut une thérapie de six mois pour qu’il puisse reprendre le travail après avoir consulté un spécialiste de l’estomac.
Malgré son emploi du temps chargé, Storm ne renonce pas à son activité littéraire, du moins aux rencontres avec le milieu littéraire. De ce point de vue, il est content d’habiter à Potsdam car la toute nouvelle ligne de chemin de fer qui relie Potsdam à Berlin et Magdebourg lui permet de se rendre dans la capitale pour s’entretenir avec d’autres écrivains qui se font faire la connaissance des uns par les autres. Il assiste à des lectures publiques. C’est ainsi qu’il fait grâce à son éditeur Alexander Duncker la connaissance de Theodor Fontane, Adolph Menzel, Paul Heyse, Carl Bormann (de), Otto Roquette (de) et Bernhard von Lepel (de). À Potsdam, il se lie d’amitié avec August Viedert, le traducteur des œuvres de Gogol et Tourgueniev en allemand. Ceci lui permit de faire une promenade dans la colonie russe de Potsdam puisque le traducteur habitait la maison no 11 de l’Alexandrowka. Storm se porta garant pour lui auprès de son éditeur berlinois pour la publication des œuvres de Tourgueniev. À Potsdam, il y avait également des cercles littéraires et des lectures publiques. Storm fut probablement admis au cercle « Litteraria » qui se réunissait une fois par mois au Palais Barberini ou dans les locaux de la loge « Teutonia zur Weisheit » pour un dîner littéraire.
Malgré les craintes initiales de Storm de ne pas pouvoir écrire et publier ses écrits et poèmes, quelques-unes de ses œuvres purent être éditées pendant son séjour à Potsdam qu’on peut désigner d’exil. Deux temps forts furent sans conteste sa rencontre avec Joseph von Eichendorff le 16 février 1854 chez Kugler à Berlin et son voyage en famille à Stuttgart où il put rencontrer Eduard Mörike en 1855. Étant donné que les chances de promotion et d’emploi stable et définitif étaient très minces à Potsdam et à Berlin, Storm accepte le poste de juge d’instance à Heiligenstadt le 1er septembre 1856. Storm est ravi de quitter le « Militär-Casino » qu’est Potsdam à ses yeux.

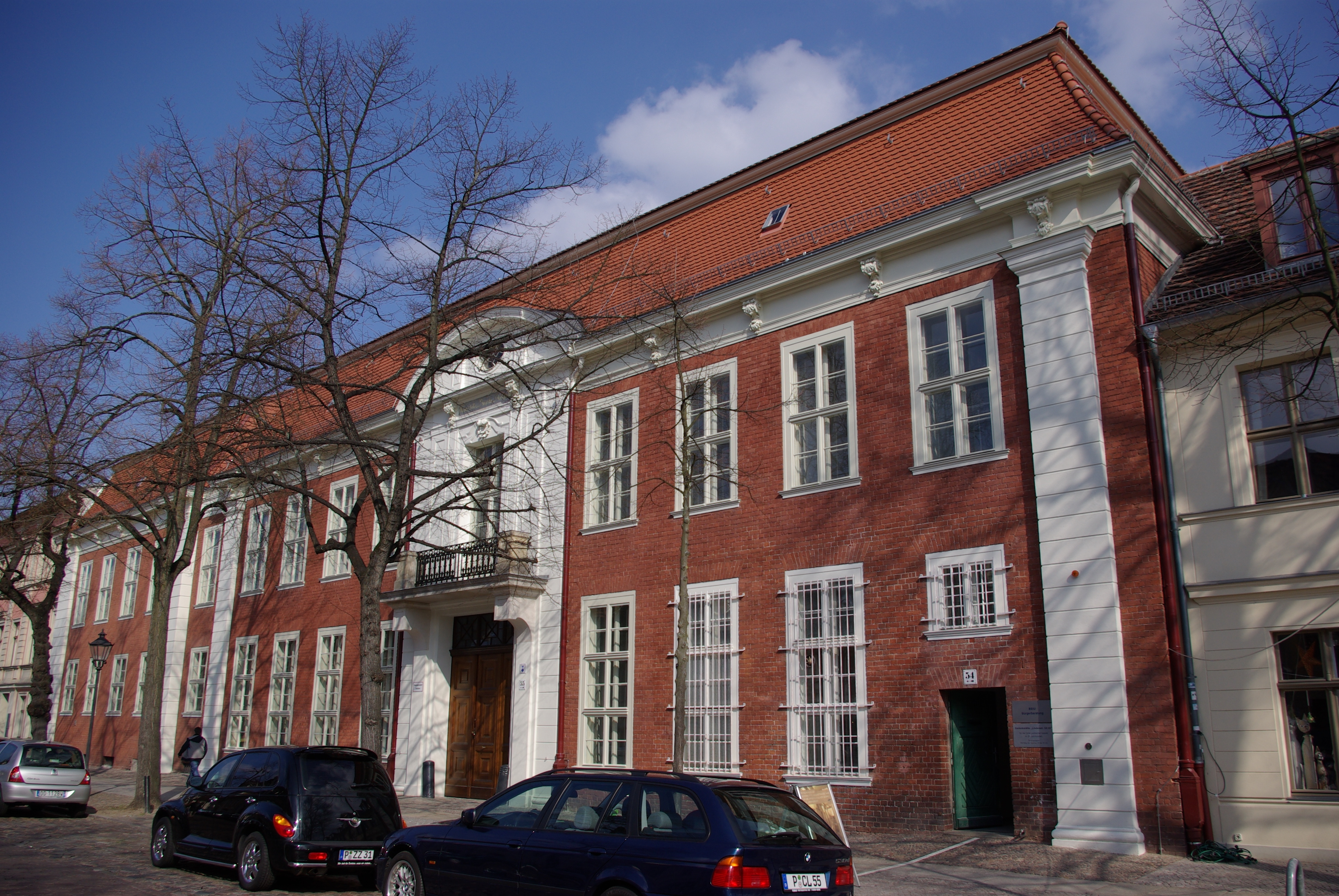
Tribunal Lindenstraße 54-55, lieu de travail de Storm comme assesseur